# Eccellenza Liguria 2000-2001
Il campionato italiano di calcio di Eccellenza regionale 2000-2001 è stato il decimo organizzato in Italia. Rappresenta il sesto livello del calcio italiano.
Questo è il campionato regionale della regione Liguria.

## Squadre Partecipanti
| Squadra                    | Città                        | Stadio                   |
| -------------------------- | ---------------------------- | ------------------------ |
| A.C. Albenga               | Albenga (SV)                 |                          |
| U.S. Angelo Baiardo        | Genova (GE)                  |                          |
| S.S. Argentina             | Arma di Taggia (IM)          |                          |
| U.S. Bolzanetese Virtus    | Bolzaneto (GE)               |                          |
| U.S. Busalla               | Busalla (GE)                 |                          |
| U.S. Cairese               | Cairo Montenotte (SV)        |                          |
| U.S. Casellese             | Casella (GE)                 |                          |
| A.C. Entella Chiavari      | Chiavari (GE)                |                          |
| U.S. Fezzanese             | Fezzano (SP)                 |                          |
| U.S. Fo.Ce. Vara           | Follo (SP)                   |                          |
| U.C. Grassorutese          | Rapallo (GE)                 |                          |
| A.C. Loanesi San Francesco | Loano (SV)                   |                          |
| S.C. Molassana Boero       | Molassana (GE)               |                          |
| U.S. Pontedecimo           | Pontedecimo (GE)             |                          |
| A.C. Sammargheritese       | Santa Margherita Ligure (GE) | Stadio Eugenio Broccardi |
| F.C. Vado                  | Vado Ligure (SV)             |                          |

## Classifica finale
|  | Pos. | Squadra         | Pt | G  | V  | N  | P  | GF | GS | DR  |
|  | ---- | --------------- | -- | -- | -- | -- | -- | -- | -- | --- |
|  | 1.   | Vado            | 64 | 30 | 18 | 10 | 2  | 56 | 21 | +35 |
|  | 2.   | Fo. Ce. Vara    | 51 | 30 | 14 | 9  | 7  | 33 | 13 | +20 |
|  | 3.   | Busalla         | 47 | 30 | 11 | 14 | 5  | 31 | 26 | +5  |
|  | 4.   | Virtus Entella  | 45 | 30 | 12 | 9  | 9  | 42 | 36 | +6  |
|  | 5.   | Loanesi         | 44 | 30 | 11 | 11 | 8  | 32 | 23 | +9  |
|  | 6.   | Pontedecimo     | 43 | 30 | 10 | 13 | 7  | 41 | 32 | +9  |
|  | 7.   | Albenga         | 39 | 30 | 8  | 15 | 7  | 29 | 26 | +3  |
|  | 8.   | Cairese         | 38 | 30 | 8  | 14 | 8  | 34 | 35 | -1  |
|  | 9.   | Molassana Boero | 38 | 30 | 9  | 11 | 10 | 23 | 28 | -5  |
|  | 10.  | Casellese       | 37 | 30 | 9  | 10 | 11 | 30 | 29 | +1  |
|  | 11.  | Grassorutese    | 36 | 30 | 7  | 15 | 8  | 28 | 25 | +3  |
|  | 12.  | Fezzanese       | 36 | 30 | 7  | 15 | 8  | 26 | 28 | -2  |
|  | 13.  | Sammargheritese | 35 | 30 | 6  | 17 | 7  | 26 | 27 | -1  |
|  | 14.  | Angelo Baiardo  | 34 | 30 | 6  | 16 | 8  | 27 | 31 | -4  |
|  | 15.  | Bolzanetese     | 30 | 30 | 7  | 9  | 14 | 20 | 41 | -21 |
|  | 16.  | Argentina       | 6  | 30 | 1  | 4  | 25 | 12 | 69 | -57 |